# Last Dinosaurs
Last Dinosaurs is een Australische indierockband uit Brisbane, Queensland, gevormd in 2009. De band bestaat uit zanger en gitarist Sean Caskey, leadgitarist Lachlan Caskey, basgitarist Michael Sloane en drummer Dan Koyama. Koyama en de broers Caskey zijn allemaal van Japanse afkomst, en de band heeft vaak bezoeken gebracht aan Japan.
De debuut-ep Back from the Dead van de band in 2010 en het daaropvolgende debuutstudio-album In a Million Years in 2012 kregen lovende kritieken van Australische mediacritici, waaronder onder meer het Australische radiostation Triple J. De band heeft momenteel een contract in Australië bij het onafhankelijke label Dew Process, en in het Verenigd Koninkrijk bij Fiction Records. Internationaal distribueert Last Dinosaurs via Universal Music Group.
Op 28 augustus 2015 bracht Last Dinosaurs hun tweede studioalbum Wellness uit. De release van het album werd voorafgegaan door de singles "Evie" en "Apollo". Op 5 oktober 2018 bracht de band hun derde studioalbum uit, getiteld Yumeno Garden.
De band is vernoemd naar het nummer "Last Dinosaur" van de Japanse rockband The Pillows.

## Biografie

### Ontstaan (2007-2009)
In 2007 ontmoetten frontman Sean Caskey en drummer Dan Koyama elkaar tijdens de middelbare school en ontwikkelden ze een sterke interesse in muziek. Kort daarna voegde Sean's jongere broer Lachlan zich bij de band als leadgitarist. Sam Gethin-Jones, die al een getalenteerde drummer was in de muziekscene, probeerde het op de bass en voltooide het originele Last Dinosaurs-kwartet.

### Back from the Dead(2009-2011)
Na de lancering van hun debuut ep in 2010, vond de band voor het eerst succes na het plaatsen van hun demo op het Triple J Unearthed-project. Niet lang daarna werden ze geïnterviewd door radio-dj Zan Rowe. Hittrack "Honolulu" van Back from the Dead werd op hoge rotatie geplaatst op de nationale omroep Triple J, waardoor de band snel erkenning kreeg in de muziekgemeenschap. Met hun naam die opduikt in muziekpublicaties, blogs en het winnen van fans door het uitzenden van hun nummers op Triple J, werd de band uitgenodigd om te spelen op reguliere muziekfestivals, waaronder Splendor in the Grass, het Laneway Festival, het Falls Festival en Southbound, en hebben ze bands als Foals, Matt & Kim, Lost Valentinos en Foster the People ondersteund.

### In a Million Years(2011-2013)
Begin 2011 kondigde de band aan dat ze van plan waren om hun debuutalbum op te nemen na hun "Back from the Dead"-tour medio 2010. In juni 2011 startte de band een Tumblr-blog waarin ze hun opnameproces voor het album met producer Jean-Paul Fung in BJB Studios in Sydney, Australië vertelde. Het album getiteld In a Million Years werd uitgebracht op 2 maart 2012. Het album maakte een Australisch Top 10-debuut en bereikte nummer 8 op de Australische Albums Chart en nummer 2 op de digitale albumcharts. De band voltooide de uitverkochte Million Years nationale tour, met meerdere shows in veel steden vanwege de vraag naar tickets. De band voltooide vervolgens een tournee door het Verenigd Koninkrijk en Europa, en bracht het album later uit in het Verenigd Koninkrijk in september 2012.

### Wellness(2013-2018)
Na de release van hun debuutalbum in 2012 onderging Last Dinosaurs een aantal veranderingen die de band niet noemenswaardig hebben beïnvloed. Ondanks deze veranderingen ontstonden er echter verschillende nieuwe kansen voor de band in 2013 en 2014, en Last Dinosaurs ging door met plannen om een vervolgalbum uit te brengen op In a Million Years.
Op 23 juli 2013 plaatste Sam Gethin-Jones een verklaring op de Facebook-pagina van de band waarin hij formeel aankondigde dat hij de band zou verlaten. "For the band to move forward in the strongest way possible it is best that we part ways now", vertelde hij. Hoewel hij geen duidelijke uitleg gaf over waarom hij wegging, zorgde hij ervoor dat fans de muziek niet helemaal verlieten, en zijn vertrek was het begin van een "ander pad (voor hem) om te volgen." Hij bedankte de fans en verzekerde dat er geen kwaad bloed zat tussen de vier.
Op 13 oktober 2013 kondigde Last Dinosaurs officieel via Twitter aan dat de band was begonnen met het schrijven van hun tweede album.
Als gevolg van het vertrek van Gethin-Jones uit Last Dinosaurs, had de band zijn basgitarist verloren, waardoor er een groot gat in de line-up van het kwartet ontstond. Beginnend met de Last Dinosaurs' South African tour in september 2013, toerde Michael Sloane met de band als bassist en het verstrekken van backing vocals. Sloane, een vriend van de band, was de originele bassist van de band en had eerder met de band samengewerkt om de muziekvideo's voor "Zoom", "Time and Place" en "Andy" te regisseren. Op 28 januari 2014 kondigde Last Dinosaurs officieel aan dat Slone, na vier maanden bij de band te zijn geweest, officieel was teruggekeerd en zich had aangesloten als bassist.
Na een onderbreking van enkele maanden van internationaal touren door Zuid-Afrika en Azië, voltooide Last Dinosaurs het schrijven voor hun volgende album en waren ze eindelijk klaar om op te nemen. Eind november en begin december 2014 kondigde Last Dinosaurs via Facebook en Twitter aan dat de band op 3 december 2014 zou beginnen met het opnemen van hun naamloze nieuwe album. Vanaf 20 maart 2015 werkten Last Dinosaurs aan Wellness in The Grove Studios nabij Gosford, New South Wales. De band plaatste tijdens het productieproces foto's en updates op sociale media en hun website.
In antwoord op een vraag via Twitter, merkte de manager van Last Dinosaurs op 7 april 2015 op dat de eerste single van de band van hun aankomende album voorlopig zou worden uitgebracht in ongeveer vijf weken; met vermelding van een mei 2015 release. Op 1 mei 2015 bracht Last Dinosaurs "Evie" uit, de eerste single van hun aankomende tweede album Wellness. "Evie" ging in première door Linda Marigliano op het programma "Good Nights" van Triple J op 30 april 2015. De tweede single "Apollo" ging ook in première door Marigliano op Triple J's Good Nights-programma op 15 juli 2015, samen met de aankondiging van Last Dinosaurs' tweede album Wellness.
Wellness werd internationaal uitgebracht op 28 augustus 2015. Het album bevat alle nieuwe nummers behalve "Zero" en "Stream", die de band live debuteerde tijdens het touren in 2013. Wellness kwam binnen op nummer 18 in de Australische ARIA Charts, tien plaatsen lager dan In a Million Years bereikt. Last Dinosaurs gingen toen op hun Wellness-tour. Hun eerste show was op 15 september 2015 en hun laatste was op 18 oktober 2015. Ze toonden hun nummers in het Wellness-album tijdens de tour. Ze gingen ook op de exclusieve tour in Australië, Miracle Methods. De tour bracht hen naar Adelaide, Brisbane, Melbourne en Sydney.

### Yumeno Garden(2018-2019)
Op 20 februari 2018 bracht Last Dinosaurs hun eerste single uit van hun derde album, vergezeld van een muziekvideo, "Dominos", wat het begin van hun ''nieuwe tijdperk'' was. De video werd opgenomen op hun releaseparty voor de single, waarbij intense emoties werden uitgedrukt bij zowel het publiek als de band. Ze brachten later "Eleven" uit naast "Dominos", op 4 juli 2018. Kort daarna werd op 30 juli 2018 een videoclip voor "Eleven" geüpload.
Op 5 oktober 2018 werd het derde album van de band, Yumeno Garden, uitgebracht, voorafgegaan door de singles "Dominos" en "Eleven". Er was die avond een albumlanceringsfeest, waar Last Dinosaurs hun gloednieuwe album presenteerde. Dit derde album was de allereerste volledige creatie van de band die volledig zelfgemaakt was, aangezien ze het op zich namen om de nummers in hun eentje te schrijven, mixen en produceren.
Op 24 april 2019 kondigde Last Dinosaurs een Europese tour aan in eind november. Kort na het voltooien van hun eerste Amerikaanse tour in het voorjaar, kondigden ze aan dat ze in oktober/november 2019 naar meer Amerikaanse steden zouden terugkeren.

### From Mexico with Love(2019-heden)
Op 30 september 2019 bracht Last Dinosaurs een nieuwe single uit met de titel "FMU", net voordat ze vertrokken voor hun lange tour door de VS en de EU. Dit nummer ging in première op Triple J's "Good Nights" show, met Ebony Boadu. In interviews is er meerdere keren over gesproken dat de betekenis van de songtekst te maken heeft met de gespannen relatie tussen Hong Kong en China.
Op 17 april 2020 bracht de band nog een single uit getiteld Flying dat oorspronkelijk een demo was geweest op Lachlan's SoundCloud. Het nummer wijkt af van hun gebruikelijke indierockcatalogus en neigt meer naar housemuziek en nu-disco. De band kondigde het jaar daarop via Instagram aan dat hun vierde album klaar was.
Op 11 februari 2022 bracht de band nog een single uit getiteld Collect Call. Later brachten ze de single Look Back uit op 25 maart 2022. Op 26 mei kondigde de band hun aankomende album From Mexico with Love aan, dat op 4 november zal verschijnen.

## Discografie

### Albums
| Jaar | Titel              | Details | Hitnoteringen |
| Jaar | Titel              | Details | AUS           |
| ---- | ------------------ | --- | ------------- |
| 2012 | In a Million Years | Studioalbum - Releasedatum: 2 maart 2012 - Formaat: CD, LP, Digitaal - Label: Dew Process/Universal Music Australia     | 8             |
| 2015 | Wellness           | Studioalbum - Releasedatum: 28 augustus 2015 - Formaat: CD, LP, Digitaal - Label: Dew Process/Universal Music Australia | 18            |
| 2018 | Yumeno Garden      | Studioalbum - Releasedatum: 5 oktober 2018 - Formaat: CD, LP, Digitaal - Label: Dew Process/Universal Music Australia   | 26            |

### Ep's
| Jaar | Titel                            | Details |
| ---- | -------------------------------- | --- |
| 2010 | Back from the Dead               | ep - Releasedatum: 20 februari 2010 - Formaat: CD, LP, Digitaal - Label: Dew Process/Universal Music Australia |
| 2019 | Last Dinosaurs on Audiotree Live | Live-ep - Releasedatum: 17 december 2019 - Formaat: CD, LP, Digitaal - Label: Audiotree Live                   |

### Singles
| Jaar | Titel                      | Album                 |
| ---- | -------------------------- | --------------------- |
| 2009 | As Far as You're Concerned | Back from the Dead    |
| 2010 | Honolulu                   | Back from the Dead    |
| 2011 | Time & Place               | In a Million Years    |
| 2011 | Zoom                       | In a Million Years    |
| 2012 | Andy                       | In a Million Years    |
| 2012 | I Can't Help You           | In a Million Years    |
| 2013 | Weekend                    | In a Million Years    |
| 2015 | Evie                       | Wellness              |
| 2015 | Apollo                     | Wellness              |
| 2018 | Dominos                    | Yumeno Garden         |
| 2018 | Eleven                     | Yumeno Garden         |
| 2018 | Bass God                   | Yumeno Garden         |
| 2019 | Italo Disco                | Yumeno Garden         |
| 2019 | FMU                        | Geen album            |
| 2020 | Flying                     | Geen album            |
| 2022 | Collect Call               | From Mexico with Love |
| 2022 | Look Back                  | From Mexico with Love |
| 2022 | CDMX                       | From Mexico with Love |
| 2022 | The Hating                 | From Mexico with Love |
| 2022 | Auto-Sabotage              | From Mexico with Love |
| 2022 | Put Up With the Weather!   | From Mexico with Love |